# Viola coronifera
Viola coronifera är en violväxtart som beskrevs av Wilhelm Becker. Viola coronifera ingår i släktet violer, och familjen violväxter. Inga underarter finns listade i Catalogue of Life.